# VAP 1
Pour les articles homonymes, voir SSAO.
Le VAP 1 (pour « vascular adhesion protein 1 »), dénommé également AOC3 (pour (« Amine oxidase copper containing 3 ») ou SSAO (pour « semicarbazide-sensitive amine oxidase ») est une enzyme dont le gène est AOC3, situé sur le chromosome 17 humain.

## Structure et rôles
La protéine a un poids moléculaire de 170 Kilodaltons. Elle joue un rôle d'amine oxydase à cuivre. Elle est exprimée dans l'endothélium hépatique, jouant un rôle dans la fixation et la migration des lymphocytes (essentiellement lymphocytes Th2 alors que les Th1 utilisent une intégrine). Elle joue probablement en augmentant l'expression de la sélectine E et P.
L'enzyme contribue également au métabolisme de plusieurs composés aminés.
Elle régule le transport de glucose dans les adipocytes où elle est exprimée, en augmentant la production de peroxyde d'hydrogène, ce dernier stimulant le GLUT4 (« glucose transporter type 4 »).
Une forme soluble est détectable dans le sérum des patients porteur d'une maladie hépatique chronique, responsable d'une activité de type monoamine oxydase. Son taux sérique semble être régulé également par l'insuline, celui-ci s'élevant au cours du diabète sucré qu'il soit de type 1 ou 2. Cela pourrait augmenter la production de métabolites toxiques et contribuer ainsi aux complications du diabète.
Son activité s'élève également en cas d'insuffisance cardiaque et est corrélé avec l'importance de l'athérome.
L'action de monoamine oxydase contribuerait à l'inflammation hépatique et à la fibrose de cet organe.

## Cible thérapeutique
Le vapaliximab est un anticorps monoclonal dirigé contre le VAP 1.